# Kuortane
Kuortane este o comună din Finlanda.